# Louise Roux
Pour les articles homonymes, voir Roux (patronyme).
Louise Roux (1932-1990) est une actrice québécoise.

## Biographie
Louise Roux est née le 24 juillet 1932 à Trois-Rivières. Elle fut la fille d'Ulric Roux (1903-1970), publiciste et de Dorothée Poisson (1898-1972). Elle a été comédienne, professeure de diction, chansonnière et musicienne. Elle était titulaire d'un baccalauréat en musique.
Elle se fait surtout connaître pour son rôle d'Aurélie dans Les Belles Histoires des pays d'en haut, personnage qu'elle a joué de 1961 à 1970, pour le rôle d'une infirmière dans la série de Radio-Canada Septième nord (1963-1967) ainsi que pour celui de Louise Reynecke dans le film The Fifth Season (1978),.
Elle fut la compagne de Jean-Guy Desjardins, instituteur et la mère de Cybele Desjardins, musicienne, née en 1971.
Louise Roux est décédée à Montréal le 20 août 1990, des suites d'un cancer. Elle repose dans le Cimetière Notre-Dame-des-Neiges à Montréal.